# 小野裕人
小野 裕人（おの ゆうと、1989年5月14日 - ）は、日本の画家、アーティスト。絵を描く過程を動画で見せる手法を用いた現代アーティスト。ファンからは「Yuuto（ゆうと）先生」と呼ばれる。

## 概要
Instagramに投稿したカーネル・サンダースのイラストを描くアート動画がKFCフランス本社に発見され、広告に利用される。これをきっかけに国内外の企業広告動画を手掛ける。動物の絵の制作依頼を多く受けた事により、保護犬についての関心を深める。地元である福岡市の動物保護センターに通い、保護犬の動画を制作するボランティア活動を行っている。個展「小野裕人展」では「作家全日程在廊」とし、絵画作品の鑑賞だけでなく制作過程の動画が流れたり、作家自ら竹馬やスケートボードで登場する事がある。

## 人物
福岡県福岡市出身。身長186cm、体重70kg。
5歳の時、地元の飲食店ガストに応募した絵で「店長賞」を受賞。 小学3年生からバスケットボール部に所属し、福岡市立福翔高等学校にはバスケ推薦で入学。
釣りが趣味だと公言しており、大学時代は講義をサボって釣りばかりしていた。

## 経歴
九州産業大学芸術学部デザイン学科卒業。大学卒業後、地元の企業に就職するも、物流センターに配属され半年で解雇。アルバイト生活を続けながらアーティストとしての活動を始める。
2020年2月　福岡より東京へ活動拠点を移す。11月　ニューヨークから来日中の世界的アーティスト、ブラッドリー・セオドアと念願の対面を果たす。この4年前、セオドアから「君は才能があるからもっと大きな絵を描いたらいい」というメッセージがSNSに突然届いた。それがきっかけで大きなキャンバス作品が誕生した。

## 画家として
両手で描くスタイルが特徴。ポスカ、絵の具、ペンキ、スプレーなどの画材を組み合わせて、主にキャンバスに、動物、花、スカル、惑星、乗り物などを描く。制作過程を動画に収め、その動画自体を作品としている。唐津・虹の松原の事故で犠牲になった小学5年生の川崎辿皇の母親からの依頼で描いた『ひまわり～てんこう君に捧ぐ～』の作品が、”奇跡の絵”としてメディアでも紹介される。
2022年3月、名古屋での個展開催に際し、文部科学副大臣・内閣府副大臣・池田佳隆より、「稀代のアーティスト小野裕人さんの秀逸な作品は世界のあらゆる分野に及び 強烈で繊細な表現のアート」との祝辞を賜る。

## 動画クリエイターとして
絵を描く様子やライフスタイルを自ら撮影・編集して動画にし、完成するまでの過程も含め作品としている。影響を受けたクリエイターはローリー・クレイマー。両手で描くようになったのも「動画にした際に見栄えがよくなるから」。もともと両利きではなく、半年間、左手しか使わない生活をして訓練し、左手で描けるようになった。動画内でピアノを弾いているが、実は楽譜が読めず動画に入れるシーンのために独学でピアノを猛特訓している。

## 保護犬活動
愛犬画の制作依頼を多く受けたことをきっかけに保護犬へ関心を持つ。2016年から、地元・福岡市の動物愛護センターへ通い、保護犬のボランティア活動を行う。自身も保護犬・ふがえちゃん（パグ・メス）の里親。ふがえちゃんは病気で亡くなりました。また、両親が保護犬のこげおくん（ヨーキー×シーズー・オス）も一緒に暮らす。

### False statements
動画を通して保護犬の認知を高めたり、動物愛護関連のイベント出演やトークショー、ボランティアや寄付活動を行っている。

## 作品

### 絵画作品
- NHKみんなのうた「だいすきなきみへ」
- 松山ケンイチと小雪によるアップサイクルブランド「momiji」とのコラボ作品「ニホンオオカミ」「森からの声」
- Lily of Da Valley
- Rose on the Cliff（日本文藝第二回アートコンペティション　最優秀賞受賞）[4]
- 四神（白虎、青龍、朱雀、玄武）
- EIGHT OBU 壁画
- Clown wearing a flower crown シリーズ
- 12か月の誕生花　シリーズ
- 壁画（福岡のキャンプ場COP）

ほか

### 出演
- 2018年10月
  - フジテレビ『ノンストップ!』密着取材放送
  - 講演会『犬を飼うということ…』 安藤優子と登壇
- 2019年
  - 4月29日〜5月3日　フジテレビ『 Live News イット!』皇室特別番組オープニングムービー
  - 9月　テレビ西日本 『ももち浜ストア 特報リサーチ』密着取材放送
  - 11月　『PETomorrow』にてコラム連載[5]
- 2020年
  - 2月　『SAVE THE Miyako 宮古島のいぬ、ねこ、うみを守るためのイベント』　登壇[6]
  - 3月　「ワンコnowa」 インタビュー記事、「第6回みんなのハッピーカーコンクール」審査委員長　（主催／NPO法人KIMIMO、協賛／ネッツトヨタ中部、後援／文部科学省）、福岡市東部動物愛護管理センター「わんにゃん桜学校」　座談会パネリスト（主催／福岡市）
  - 5月　九州産業大学芸術学部　講師
  - 6月　パナソニックサポート「Be ahead,Be creative!」キーパーソン インタビュー[7]
  - 9月　三菱鉛筆　キット付きオンラインレッスンサービス「Lakit」講師、大正製薬　ヘアケアブランド「BLACK WOLF」公式アンバサダー
  - 11月 東京国立博物館150周年記念公演　モデル 於：法隆寺宝物館前庭　「美・JAPON」
  - 12月 「アロハストリート」インタビュー記事、「オールハワイ」（ハワイ州観光局公式ポータルサイト）インタビュー記事
- 2023年
  - 1月　「わんワンダーフェス名城公園」トークショー出演
  - 2月　NHKワールドJAPAN密着ドキュメンタリー番組『FIVE FRAMES FOR LOVE』前編・後編
  - 3月　「第7回みんなのハッピーカーコンクール」審査委員長 （主催／NPO法人KIMIMO、協賛／ネッツトヨタ中部、後援／文部科学省）
- 2024年
  - 1月「第8回みんなのハッピーカーコンクール」審査委員長 （主催／NPO法人KIMIMO、協賛／ネッツトヨタ中部、後援／文部科学省）

### 個展・展示
- 2021年10月　銀座　ギャラリーゴトウ　初個展「小野裕人展」
- 2022年
  - 3月　名古屋　THE WHITE OISE「小野裕人展 in 名古屋」
  - 5月　青山　GALERIE du JURA「小野裕人展 in 青山」
  - 8月　青山　GALERIE du JURA「小野裕人展　夏物語」
  - 11月～2023年1月　ハワイ　ARS CAFE & Art Gallery　「小野裕人展 in HAWAII」
- 2023年
  - 1月・5月・10月　銀座 マロニエ通り銀座館ギャラリー「小野裕人展 in 銀座」
  - 11月　宮古島　「小野裕人展 in 宮古島」
- 2024年2月　ヒルトン東京　「第10回　小野裕人展」

### 出版物
- 『刑事力コミュニケーション』（佐々木成三・著　小学館）挿画（2020/4/1）
- 『あの世の歩き方』（江原啓之・著　小学館）挿画（2021/11/4）
- 『うの・AYAわがままBodyトレーニング』（神田うの・AYA・著　小学館）プロモーション動画（2022/7/19）